# Walter Presch
Walter Presch, né le 5 août 1910 à Vienne (Autriche-Hongrie) et mort le 13 mars 1991 à Strasbourg, est un footballeur autrichien naturalisé français en 1937 qui devint entraîneur après sa carrière de joueur.

## Biographie
Il opère comme joueur dans trois championnats (Autriche, Suisse et France) et opte pour la nationalité française en 1937 lui permettant de connaître trois sélections en équipe de France B avant la Seconde Guerre mondiale. Prisonnier pendant près de cinq ans durant la guerre, il retrouve les terrains comme joueur pour une ultime saison en 1945-1946 avec le RC Strasbourg.
Sa carrière de joueur achevée, il devient entraîneur et débute au Puy en amateur avant de rejoindre la Suisse, puis le Danemark et la France. Il prend notamment en charge le SCO Angers lors de sa toute première saison en Division 1. Non content d'assurer le maintien, le SCO atteint la finale de la Coupe de France 1957.

## Sources
- Portait de Walter Presch dans Football 1957, guide annuaire de L'Équipe, p. 136